# 中関村

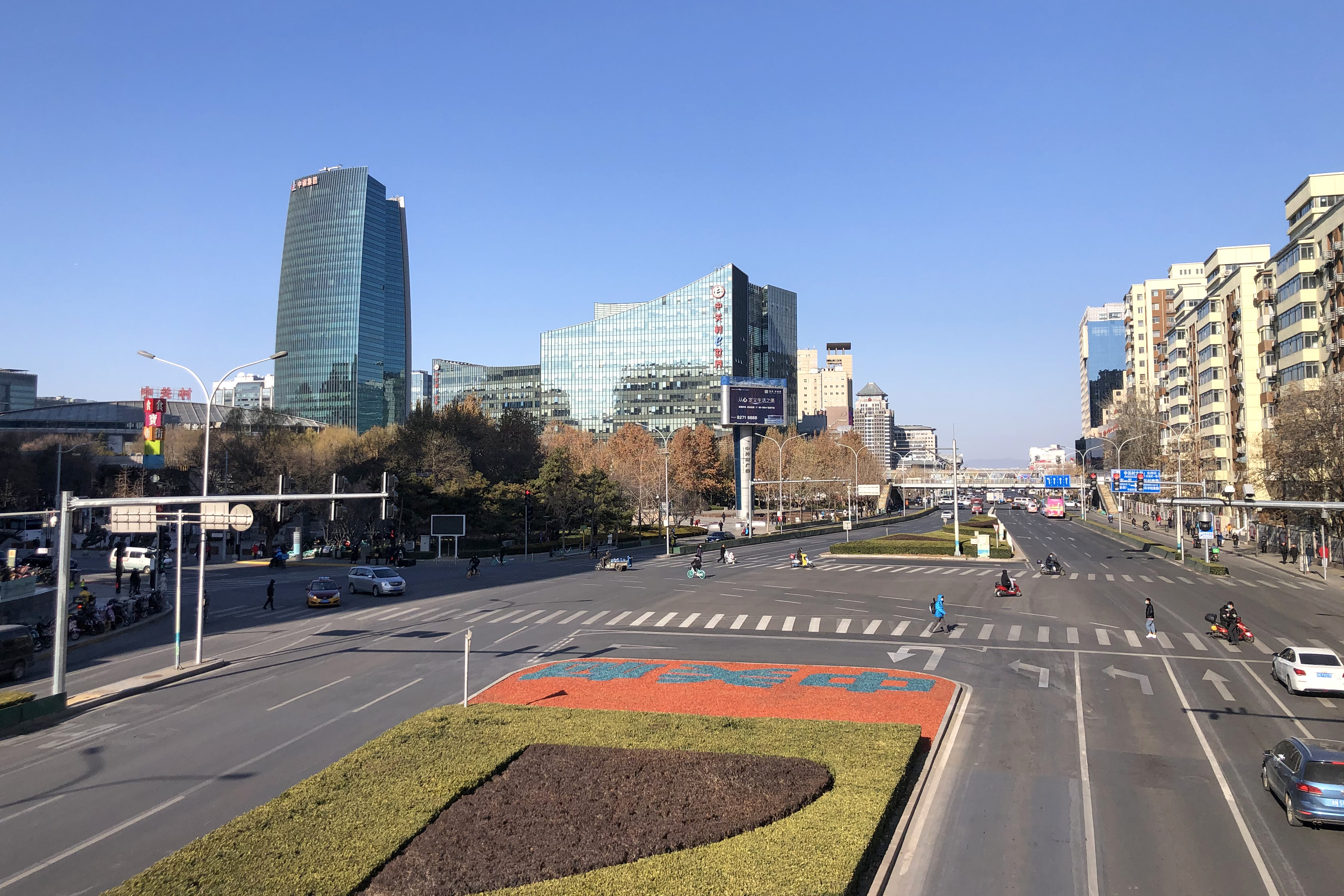
中関村通りと中関村広場

中関村（ちゅうかんそん、チョンクアンツン、拼音: Zhōngguāncūn）は中華人民共和国北京市西北郊の海淀区の一角を占める地区である。北京地下鉄4号線に同地区名を冠する駅がある。

## 概要
日本の秋葉原のような電子製品街としても有名であったが、中国最大のIT企業であるレノボを始め多数のIT産業や研究所が集積しているため、深圳とともに中国のシリコンバレーと呼ばれることも増えてきた。北京大学、清華大学、中国人民大学や北京理工大学といった中国きっての名門大学にも程近い。
2018年3月、朝鮮民主主義人民共和国の金正恩が訪問したように、海外要人に対し国家的な威信を示す視察先としても重要な位置づけとなっている。

## 地名の由来
一帯は昔、永定河の河床であったため地元の人から「中湾」と呼ばれたが、明の時代からは宦官所有の荘園あるいは墓地となった。宦官の別称の1つ・「中官」は「中湾」と似ているため、地名もいつの間にか「中官」となった。清朝末期、地図作成の役人は宦官のイメージを払拭するため、「中官」を同音の「中関」と書き換えて現在に至る。「中関村」とは中華人民共和国が成立した後、「中関」を中心に設立された行政村の名前である。

## 歴史
中国のシリコンバレーとしての中関村の先駆者は、「中関村の父」と呼ばれる中国科学院物理研究所の陳春先教授である。陳教授は、アメリカ東海岸ボストン近郊の国道128号線沿いのハイテク産業地帯に感銘を受けて、1980年10月に中関村初の民営科学技術組織である「北京プラズマ学会先進発展技術サービス部」を設立し、技術の実用化に乗り出した。この時期は、改革開放政策の初期にあたり、中国科技院のような政府機関は国家の計画や資金に全面的に頼っていた。これに対し先進技術サービス部は国家の資金援助に頼らず、市場の需要に応じて応用技術を開発し、独自に運営する私企業である。私的経営が認められていなかった当時の中国では極めて大胆な行動であり、議論を巻き起こした。1983年、当時の国家指導者が中関村の民営化実験を支持する声明によって、ようやく論争は鎮まった。中国初のIT民営企業である四通もこの地区で創業された。1988年に北京新科学技術産業開発試験区も設立され、2001年の従業員数は約35万人に達した。同年、北京市はサイエンスパーク条例を施行し、税制優遇や戸籍緩和策などで起業・投資の促進や優秀な人材の確保を図っている。

## 中国起業熱と中関村
中国では、「大企業の勤め人より小さな会社でも『老板』（オーナー）」という気風があり、中国人は独立心旺盛である。そこへ政府ぐるみの支援が拍車をかけている。本中村関地区に、長さ200メートルほどの「創業大街」（創業通り）が、政府の旗振りで生まれ、ネットカフェが並び、生まれたばかりの会社のオフィスになっており、起業したい人向けの手続きサービスや、投資機関の出先出張所もそろっている。なお、中国全体のベンチャー投資も急増しており、中国の投資サービス会社「投中集団」によると、2014年中国におけるベンチャー投資件数は、1360件、投資総額は127億ドル（約1兆5000億円）であり、過去最高を記録し、日本の10倍以上と見られている。「創業大街」にある有力カフェである「3Wカフェ」では2015年5月に、李克強首相がバニラ・カプチーノを飲みながら、ネット金融会社を興した起業家と語り合う姿が大々的に報じられた。李の悩みの種は、雇用の確保であった。2015年には、高専などを含めた大学の卒業生が史上最多の749万人に達したので、これまでの政府や国有企業のみでは、ふさわしい仕事を提供できなくなっていた。そこで2014年秋には、「大衆による起業、万人によるイノベーション」をスローガンに掲げ、会社登記の手続きを簡素化するといった措置を立て続けに進めていた。

## 中関村の課題
中国の起業ブームの主役は、「O2O」（オー・ツー・オー；オンライン・ツー・オフラインの略）と呼ばれる、ネット上のサービスと実生活を結びつけるようなアイディアである。これによって、料理の出張サービスなどが生まれている。しかし、技術主体のアメリカ・シリコンバレーとの差は、まだ大きいと見られている。

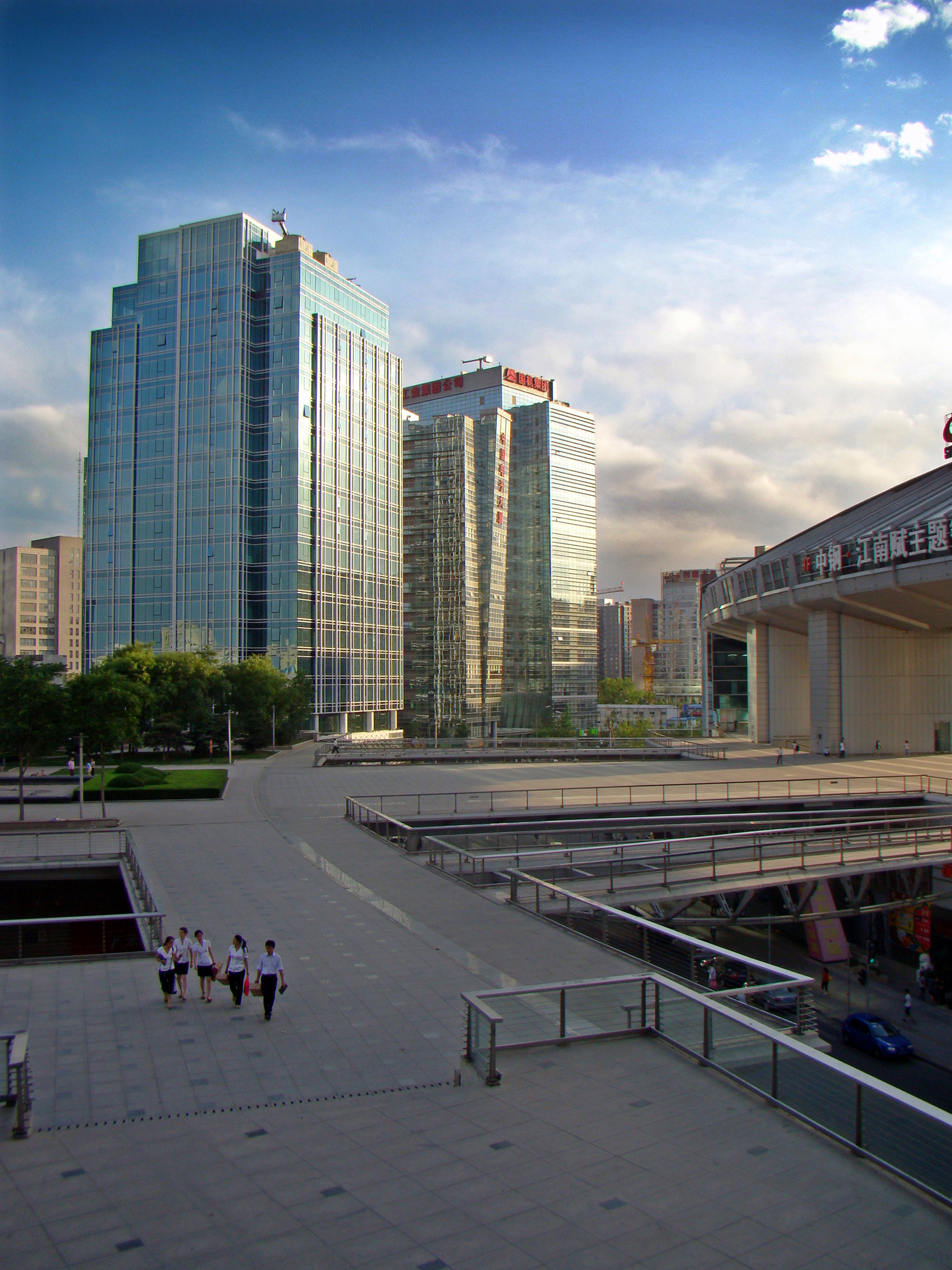
中関村広場南東部

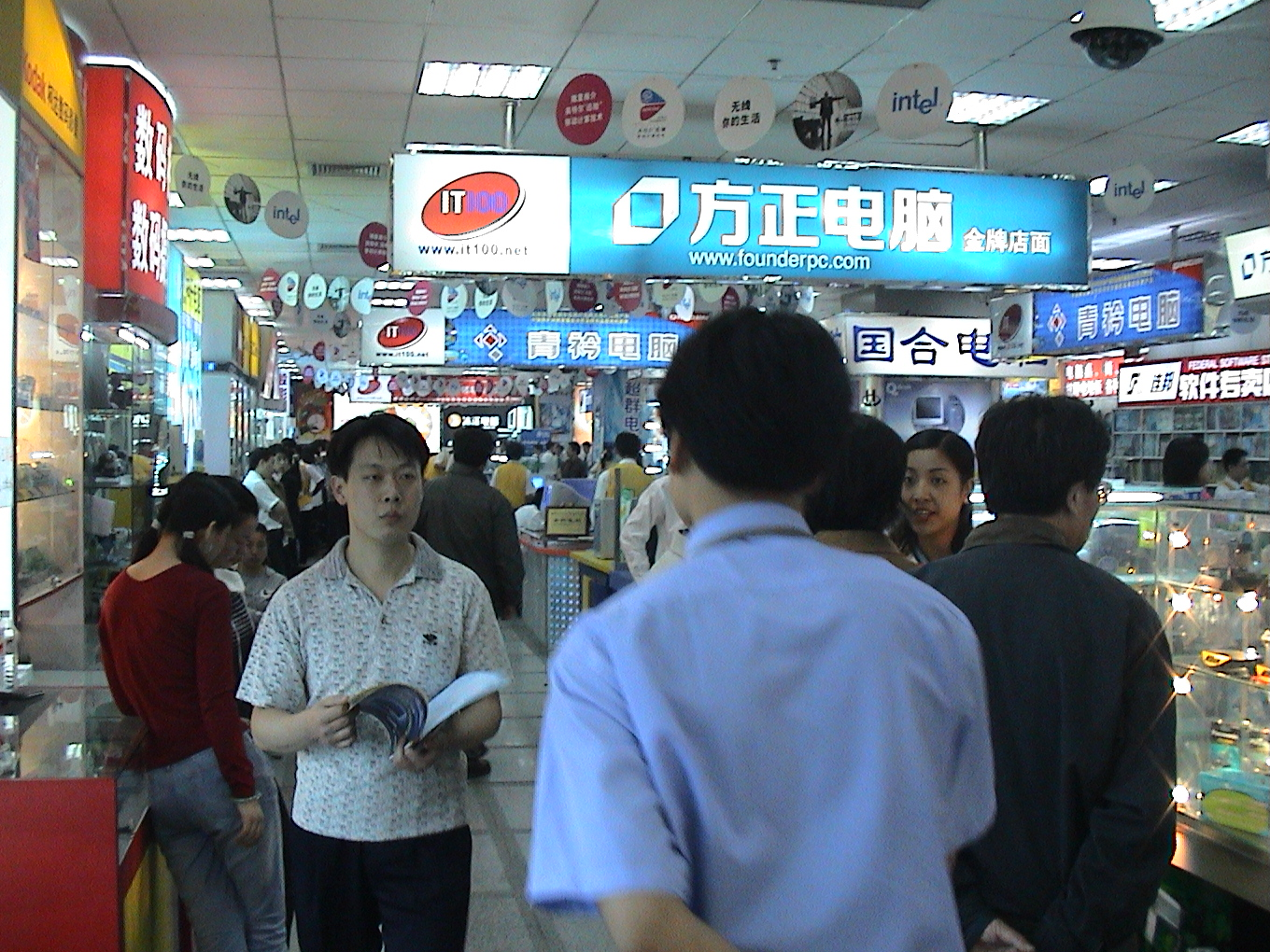
電脳ビル「海龍大廈」の内部

## 中関村地域の主なIT関連大学、研究所

### 大学
- 北京大学
- 清華大学
- 北京理工大学
- 中国人民大学
- 北京情報工程学院
- 北京計算機学院
- 連合大電子工程学院

### 研究機関
- 中国科学院電子学研究所
- 中国科学院計算技術研究所
- 中国科学院半導体研究所
- 中国科学院軟件研究所（軟件＝ソフト）
- Mozilla China

### 民間研究所
- IBM中国研究センター
- マイクロソフト・リサーチ・アジア
- Apple研究開発センター（北京）有限公司
- インテル中国研究センター
- モトローラ中国R&Dセンター
- ノキア中国R&Dセンター
- 松下電器R&D（中国）有限公司
- 富士通R&D有限公司
- NTTデータ北京有限公司